# Brónnitsy
Brónnitsy (en ruso: Бро́нницы) es una localidad del óblast de Moscú localizada a 54,5 kilómetros al sudeste del centro de la ciudad de Moscú, y a 13 kilómetros al oeste de la estación de Brónnitsy del ferrocarril Moscú-Riazán. La ciudad está rodeada por el distrito de Ramensky, pero se incorpora administrativamente como una ciudad bajo jurisdicción del óblast. En 2010 tenía una población de 21.102 habitantes.
Se atestigua la existencia del sitio desde 1453. La economía local depende del procesamiento y empaque de alimentos, los servicios de construcción y la fabricación de joyas.